# Tuber borchii
Il tartufo bianchetto o marzuolo è un tartufo poco pregiato, ma talora, alcuni esemplari più grossi, sono venduti mescolati al tartufo bianco pregiato.

Il metodo migliore per evitare possibili frodi è quello olfattivo, in quanto il T. borchii possiede un odore molto meno gradevole del tartufo bianco ed è in media di taglia più ridotta.

## Descrizione della specie
Corpo fruttifero
Di grandezza variabile, 1-5(10) cm in diametro, ipogeo, globoso o subgloboso, senza orifizi o cavità.
Peridio
Sottile (250-500 µm di spessore), liscio, pruinoso, biancastro, giallo-marrone chiaro, oppure giallo-rossastro, struttura pseudoparenchimatica con cellule tondeggianti.
Gleba
Si presenta marmorizzata da vene biancastre e bianco-rossicce su fondo bruno-violaceo o bruno-rossastro.
- Odore: caratteristico intenso ed agliaceo, ma gradevole.

Microscopia
Spore18-37 × 18-30 µm, ellissoidali o subglobose, giallo-brune in massa, finemente alveolate-reticolate, ornamentazioni lunghe 2-7 µm, maglie del reticolo ampie 3-9 µm.
Aschinormalmente con 1-4 spore, globosi, 63-106 × 42-90 µm, brevemente peduncolati.
Cistidipresenti all'esterno del peridio, 39-80 × 3-6 µm.

## Habitat
cresce nei terreni leggeri e sabbiosi, in inverno (gennaio-marzo), sotto conifere e latifoglie (Quercus, Corylus, Ostrya, Carpinus, Tilia, Populus, Salix).

## Commestibilità
Discreta.

## Nomi comuni
- Bianchetto,  Marzuolo, Marzaiuolo

## Etimologia
Dal latino borchii = di De Borch, studioso che lo descrisse per la prima volta.

## Sinonimi e binomi obsoleti
- Tuber albidum Pico

## Specie simili
Il T. borchii può essere confuso con: 
- Tuber magnatum, tartufo bianco pregiato, da cui si differenzia per la taglia più piccola, l'odore agliaceo e meno gradevole, il periodo di maturazione e le differenti ornamentazioni delle spore.
- Tuber gibbosum Harkness, che è simbionte specifico della Pseudotsuga menziesii
- Tuber foetidum Vittad., Tuber puberulum Berk & Br., Tuber maculatum Vittad., Tuber dryophilum Tul. & C. Tul. e Tuber oligospermum (Tul. & C. Tul.) Trappe, dai quali si distingue per la differente pubescenza esterna, dalla diversa struttura del peridio e per le spore tipo differenti.